# Jakobovits Dániel
Jakobovits Dániel (Fenyőháza, 1879. szeptember 9. – Budapest, 1942. november 20.) okleveles gépészmérnök, a Salgó-Tarjáni Kőszénbánya R.-T. nyugalmazott műszaki tanácsosa, a Széchenyi Tudományos Társaság helyettes főtitkára. A Magyar Mérnök és Építész Egylet (MMÉE), a Magyar Közgazdasági Társaság és a Magyar Racionalizálási Bizottság tagja volt.

## Életpályája
A Körmöcbányai Magyar Királyi Főreáliskolában érettségizett (1897). 1901-ben diplomázott a budapesti Műegyetemen. 1901–1908 között a Ganz Villamossági Rt. Erőműtervezési Osztályának mérnöke és főmérnöke volt. 1908–1942 között az Engel Károly-cég főmérnök cégvezetője, majd a Bodnár és Társa cég társtulajdonosa, később tanácsadó mérnöke és az Oeconomia Rt. igazgatója volt. 1908–1911 között az Elektrotechnika című lap alapító-szerkesztője, 1911–1913 között főszerkesztője, 1913-tól a szerkesztőbizottság tagja volt. 1910–1911 között a Magyar Elektrotechnikai Egyesület alapító tagja, 1911–1918 között főtitkára, 1918–1922 között alelnöke, 1922–1940 között választmányi tagja volt. 1914–1918 között a Műszaki és Elektrotechnikai Hadi Fémbizottság ügyvezető igazgatója volt. 1917–1919 között harmadmagával (Stark Lipóttal és Vikár Gézával) kidolgozta a villamossági törvény tervezetét. 1918–1921 között a Magyar Város- és Községfejlesztési Rt. igazgatóságának tagja volt. 1927-től a Széchenyi Tudományos Társaság alapító főtitkárhelyettese volt.
Fontos szerepe volt az úrkúti mangánbányászat megszervezésében és mint az Unió Lignitbánya Rt. tanácsadó mérnökének a várpalotai, balatonfűzfői és péti energiaellátás kiépítésében. Tanulmányai különböző hazai és külföldi szakfolyóiratokban jelentek meg.

## Családja
Szülei: Jakobovits Jakab (1837–1905) és Fischer Cecília voltak. Testvére: Jakobovits Jenő (1877–1936), bányamérnök, a Salgótarjáni Kőszén Rt. igazgatója, Jakobovits Arthur, Jakobovits Gyula (1883–1967) és Apáti Ignácné Jakobovits Róza voltak. Felesége Weisz Zsuzsanna (1890–1937) volt, Weisz Vilmos kereskedő és Kann Irén lánya, akit 1910. január 6-án Budapesten vett nőül. 1919-ben gyermekeikkel együtt kikeresztelkedtek a római katolikus vallásra. Gyermekei: Lenkei Andorné Jakobovits Zsuzsanna és Juhász (Jakobovits) István Vilmos.
A Farkasréti temetőben temették el. Sírját később felszámolták.

## Művei
- A háromszög oldalain emelt négyzetekről (Mathematikai és Fizikai Lapok, 1900)
- Akkumulátorbattériák töltése, különös tekintettel a háromvezetékes telepekre. Jakobovits Dániel előadása a Magyar Mérnök és Építész Egyletben (Elektrotechnika, 1909)
- Elektromossági törvényhozás (Stark Lipóttal; Elektrotechnika, 1910)
- A magyar elektromos telepek központi telepek statisztikája (Elektrotechnika, 1911)
- Magyarország villamos központi telepeinek háborús tapasztalatai és az ezekből levonható következtetések. 1–2. (Szász Gyulával; Magyar Mérnök és Építész Egylet Közlönye, 1915 és külön: Budapest, 1915)
- A villamos áram tervbe vett megadóztatásáról. Jakobovits Dániel előadása a Magyar Elektrotechnikai Egyesületben, 1916. szept. 12-én. (Elektrotechnika, 1916 és külön: Budapest, 1916)
- Az alumínium háborús jelentősége (Magyar Mérnök és Építész Egylet Közlönye, 1917 és külön: Budapest, 1917)
- Törvényjavaslat-tervezet az elektromos energia termeléséről, vezetéséről, elosztásáról és értékesítéséről (Stark Lipóttal, Vikár Gézával; Budapest, 1919)
- Termelési problémák (Közgazdasági Szemle, 1924 és külön: Budapest, 1924)
- A román energiatörvény és néhány megjegyzés a magyar elektromossági törvénytervezethez (Magyar Mérnök és Építész Egylet Közlönye, 1925)
- A villamosenergia törvényjavaslat-tervezetről (Közgazdasági Szemle, 1930)
- Várpalota, a magyar energiagazdálkodás egyik fejezete (Magyar Mérnök és Építész Egylet Közlönye, 1934)
- A magyar energiagazdálkodás és a törvényhozás. Jakobovits Dániel előadása a Magyar Racionalizálási Bizottságban (Erdészeti Lapok, 1938)